# Pseudonapomyza flavolunulata
Pseudonapomyza flavolunulata este o specie de muște din genul Pseudonapomyza, familia Agromyzidae. A fost descrisă pentru prima dată de Mitsuhiro Sasakawa în anul 1963. Conform Catalogue of Life specia Pseudonapomyza flavolunulata nu are subspecii cunoscute.